# Örvös halkapó
Az örvös halkapó (Megaceryle alcyon) a madarak osztályának szalakótaalakúak (Coraciiformes) rendjébe és a jégmadárfélék (Alcedinidae) családjába tartozó faj.

## Rendszerezés
Sorolták a Ceryle nembe Ceryle alcyon néven is.

## Előfordulása
Kanada és az Amerikai Egyesült Államok területén költ. Telelni Mexikóba és Közép-Amerikába vonul. Kóborlásai során feltűnik Európában is. A természetes élőhelye folyók, tavak és patakok partja.

## Alfajai
- Megaceryle alcyon alcyon
- Megaceryle alcyon caurina

## Megjelenése
Átlagos testhossza 28-32 centiméter, testtömege 176 gramm.
|  |  |

## Életmódja
A víz felett szitálva keresi táplálékát, majd a víz alá bukva ragadja meg. Halakat és más vízi állatokat zsákmányol.
|  |  |

## Szaporodása
A vízparti homokfalba készíti költőüregét. Fészekalja 5-8 tojásból áll.